# Марголис, Моше
Мойше Марголис (Моше бен Шимон Марголис; ок. 1715, Кейданы — 1781, Броды) — раввин и комментатор Иерусалимского Талмуда. Известен как автор комментария Пней Моше («Лик Моисея»).
Был раввином в Кейданах и нескольких других литовских городах.
По легенде, у него до семи лет учился Виленский гаон.
Похоронен в Бродах, куда прибыл для сбора денег на издание и печать своих трудов. Некоторые из них в итоге увидели свет посмертно.